# Daniel Finch, 8. hrabě z Winchilsey
Daniel Finch, 8. hrabě z Winchilsey, 3. hrabě z Nottinghamu (Daniel Finch, 8th Earl of Winchilsea, 3rd Earl of Nottingham, 8th Viscount Maidstone, 3rd Baron Finch of Daventry) (24. května 1689 – 2. srpna 1769) byl britský státník ze starého šlechtického rodu Finchů. Patřil k toryům, byl dlouholetým poslancem, zastával funkce u dvora a později již jako člen Sněmovny lordů zastával i vysoké vládní posty, byl prvním lordem admirality a prezidentem Tajné rady. Získal Podvazkový řád.

## Životopis
Byl čtvrtým mužským potomkem, ale prvním synem, který se dožil dospělého věku, státníka 2. hraběte z Nottinghamu. V roce 1704 se zapsal na univerzitu v Oxfordu, ale ke studiu nenastoupil. V letech 1708–1710 absolvoval kavalírskou cestu po Evropě, navštívil Nizozemsko, Německo a Itálii. Ještě během pobytu v zahraničí byl v roce 1710 zvolen do Dolní sněmovny a poslancem zůstal dvacet let až do otcovy smrti. V letech 1714–1716 byl lordem pokladu, tento post musel opustit poté, co byl jeho otec obviněn ze sympatií k jakobitům, v letech 1714–1718 byl nicméně komořím prince waleského. K vyšším funkcím se dostal v roce 1725, kdy byl jmenován členem Tajné rady a finančním inspektorem královského dvora (1725–1730). Tehdy se v Dolní sněmovně připojil k oponentům premiéra Roberta Walpola a v roce 1730 musel rezignovat, téhož roku zdědil po otci rodové tituly a vstoupil do Sněmovny lordů, do vlády se vrátil až po Walpolově pádu (1742). V březnu 1742 se stal prvním lordem admirality a po třiceti letech byl prvním civilistou v tomto úřadu, čtyři jeho předchůdci byli aktivní námořní důstojníci (1. hrabě z Orfordu, 3. hrabě z Berkeley, G. Byng, Ch. Wager). Ministrem námořnictva byl do prosince 1744, funkci měl převzít i v plánovaném, ale zkrachovalém kabinetu 2. hraběte Granville. Znovu se prvním lordem admirality stal nakrátko až za sedmileté války v roce 1757, mezitím v roce 1752 získal Podvazkový řád. Politickou kariéru zakončil jako lord prezident Tajné rady ve vládě svého synovce 2. markýze z Rockinghamu (1765–1766).
Ze dvou manželství měl jen dcery a oba hraběcí tituly přešly na synovce George Finche (1752–1826), který sloužil v armádě a později zastával vysoké posty u dvora.
Měl několik mladších bratrů, z nichž čtyři zasedali v Dolní sněmovně. William Finch (1691–1766) byl diplomatem a vyslancem v Holandsku. V diplomacii působil také nejmladší bratr Edward Finch-Hatton (1697–1771), který byl vyslancem v Polsku, Švédsku a Rusku.